# آلبرتو فانزی
آلبرتو فانزی (انگلیسی: Alberto Fanesi؛ زادهٔ ۱۶ فوریهٔ ۱۹۴۸) بازیکن فوتبال اهل آرژانتین است.
از باشگاه‌هایی که در آن بازی کرده‌است می‌توان به باشگاه فوتبال روساریو سنترال و باشگاه فوتبال اتلتیکو هوراکان اشاره کرد.